# EGroupware
EGroupware – oprogramowanie do pracy grupowej dostępne przez przeglądarkę www, rozwijane obecnie w ramach licencji GPL.
Wymaga serwera www z PHP np. Apache i bazą np. MySQL (LAMP), a od użytkowników dowolnej przeglądarki stron www (np. Firefox, Internet Explorer). Zalecane jest udostępnienie kont pocztowych.
- poczta e-mail
- książka adresowa
- kalendarze prywatne i grupowe
- system zarządzania relacjami z klientami (CRM)
- menadżer projektów
- zarządzanie czasem pracy
- zarządzanie zasobami
- baza wiedzy
- wiki
- system głosowań
- zarządzanie plikami